# 靉光
靉光（あいみつ、1907年6月24日 - 1946年1月19日）は、日本の洋画家。昭和前期（戦前・戦中期）に活動した。本名は石村 日郎（いしむら にちろう）。

## 人物
靉光はシュールレアリズム風や宋元画風など特異な画風で知られるが、生前に多くの作品を破棄した上、残された作品も原爆で失われたことからその数は非常に少ない。将来性を大いに嘱望されていたが敗戦後に戦地からの復員を待たず、38歳で病死した。
戦時下の状況から、靉光は戦争画を描く事を当局より迫られ「わしにゃあ、戦争画は（よう）描けん。どがあしたら、ええんかい」と泣くようにいったという。

## 略歴
- 1907年　広島県山県郡壬生町（現・北広島町壬生）に農家の二男として生まれる[2]。
- 1913年　父方の伯父の養子となり[2]広島市鉄砲町へ転居。
- 1922年　高等小学校卒業後、印刷所に奉公し製版技術を習う。
- 1924年　大阪に出て天彩画塾に学び画家を志す。このころから靉川光郎（あいかわ みつろう）と名乗る。靉光の名は、これを略したものであった。
- 1925年　17歳で上京、谷中へ居住し太平洋画会研究所に学んだ。フランス近代絵画の影響を受け、作風がめまぐるしく変化した。
- 1926年　二科展に初入選。以降「池袋モンパルナス」と呼ばれた界隈で、独自の画風を追求していった。
- 1930年頃から画風が変化し、次第に前衛的作品が増える。二科展他、中央美術展、独立展などに出品し多くの賞を得た。
- 1936年　第6回独立美術展に『ライオン』を発表。2年間ライオンの連作を制作した。
- 1938年　第8回独立美術展へ代表作となる『眼のある風景』を出品し、独立美術協会賞を受賞した[3][4]。画風が次第にシュールレアリズムに傾く一方、宋元画の影響も現れる。
- 1939年　福沢一郎ら４０名のシュルレアリスム運動家と共に美術文化協会を設立する。
- 1943年　「新人画会」の結成に参加し主要メンバーとして活躍する。靉光も同年から翌年にかけて3作の自画像を製作した（『自画像』、『梢のある自画像』、『白衣の自画像』）。
- 1944年　『白衣の自画像』完成直後に応召し大陸へ渡った。兄への手紙では「ようやく戦時下の男になれそうです」と靉光は召集時の心境を綴っている。中国では南京、武漢方面へ転戦したとされる。
- 1945年　8月6日、靉光の故郷である広島に原爆が投下され、靉光が故郷へ残してきた作品、資料の多くが焼失してしまう。8月15日に中国で終戦を迎えた。
- 1946年1月19日、靉光は中国の上海郊外でマラリアとアメーバ赤痢により[2]病死した。享年39。靉光の遺族の元には、遺品の飯盒だけが友人から送られた。

靉光は生前、独特な画風から画壇の主流から外れ“異端の画家”とも呼ばれたが靉光の死後、作品が日本人の油彩表現として一つの到達点を示したとして評価を高めた。2007年3月～5月に靉光の生誕100年を記念する回顧展が東京国立近代美術館で開催された。

## 主な作品

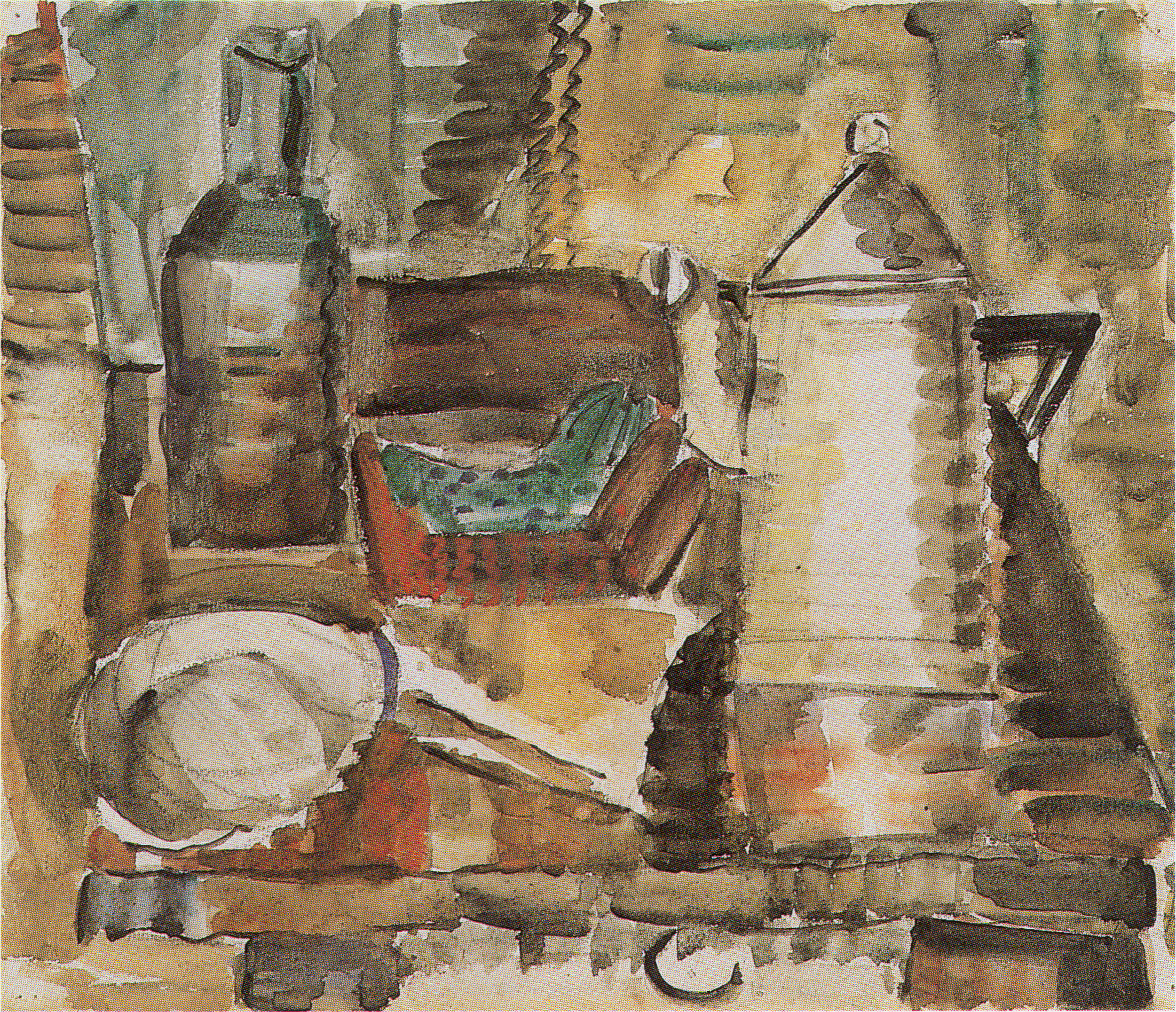
《静物》（1926年-1927年頃）信濃デッサン館蔵
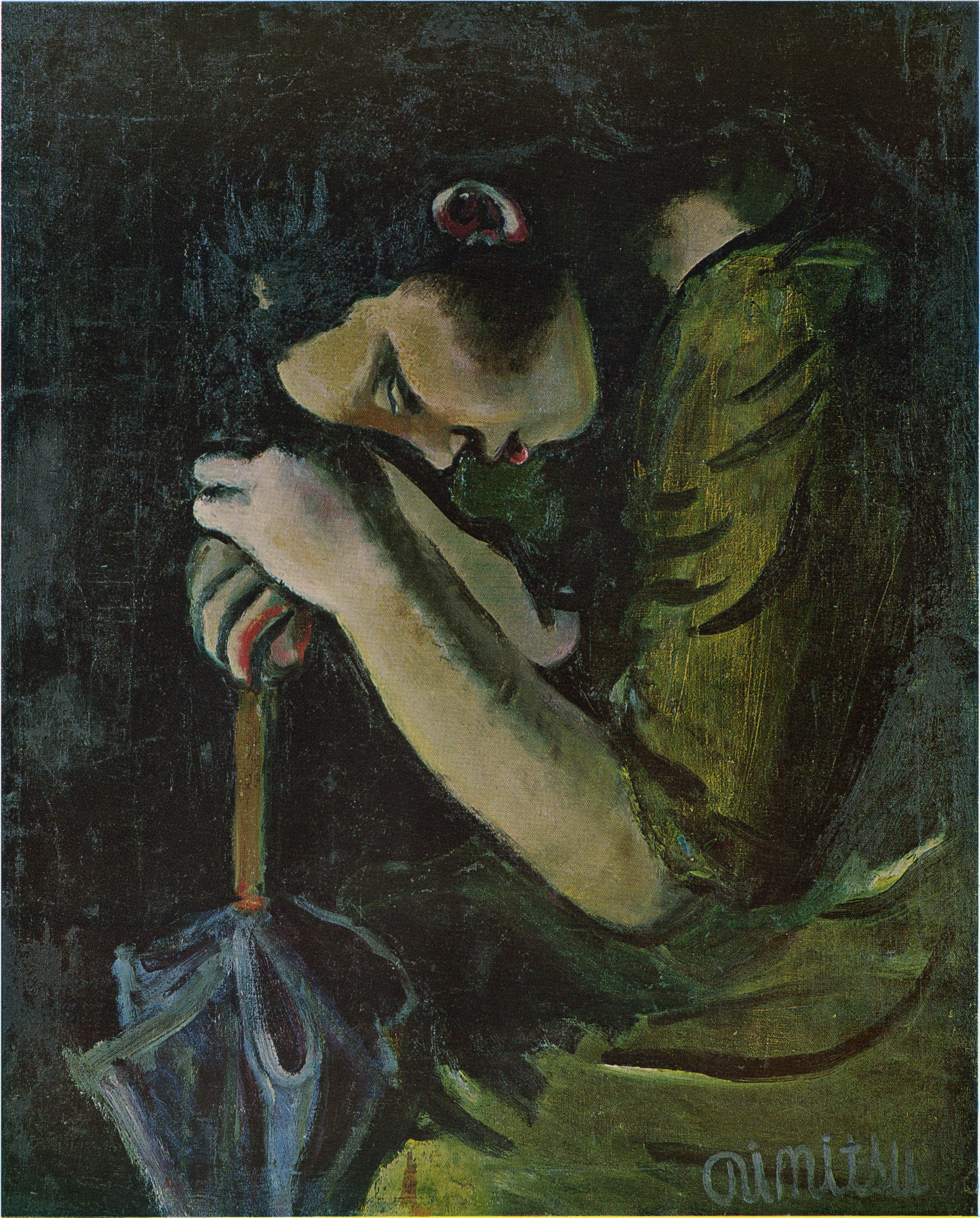
《コミサ（洋傘による少女）》（1930年）広島県立美術館蔵
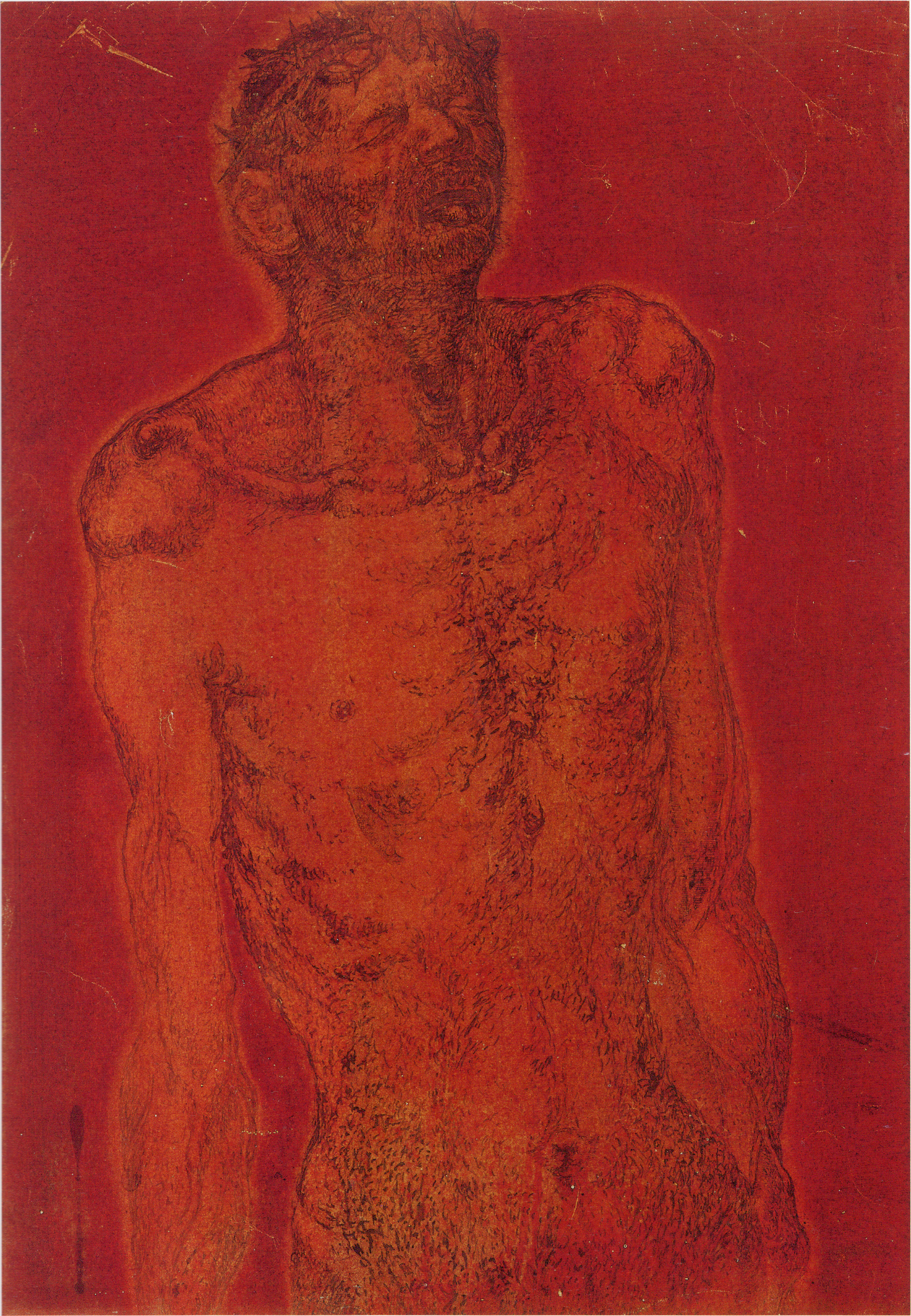
《キリスト（赤）》（1932年頃）
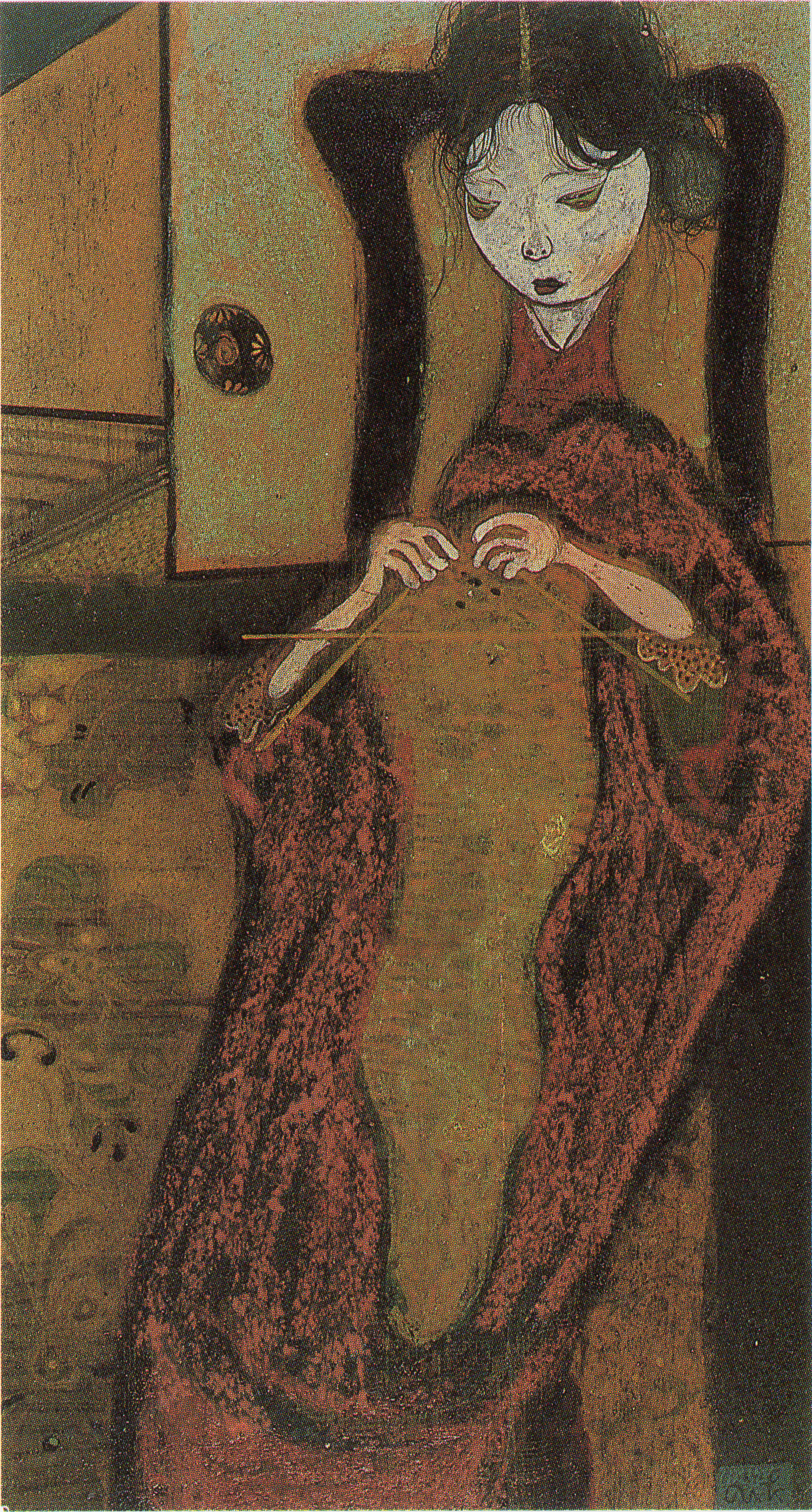
《編み物をする女》（1934年）愛知県美術館蔵
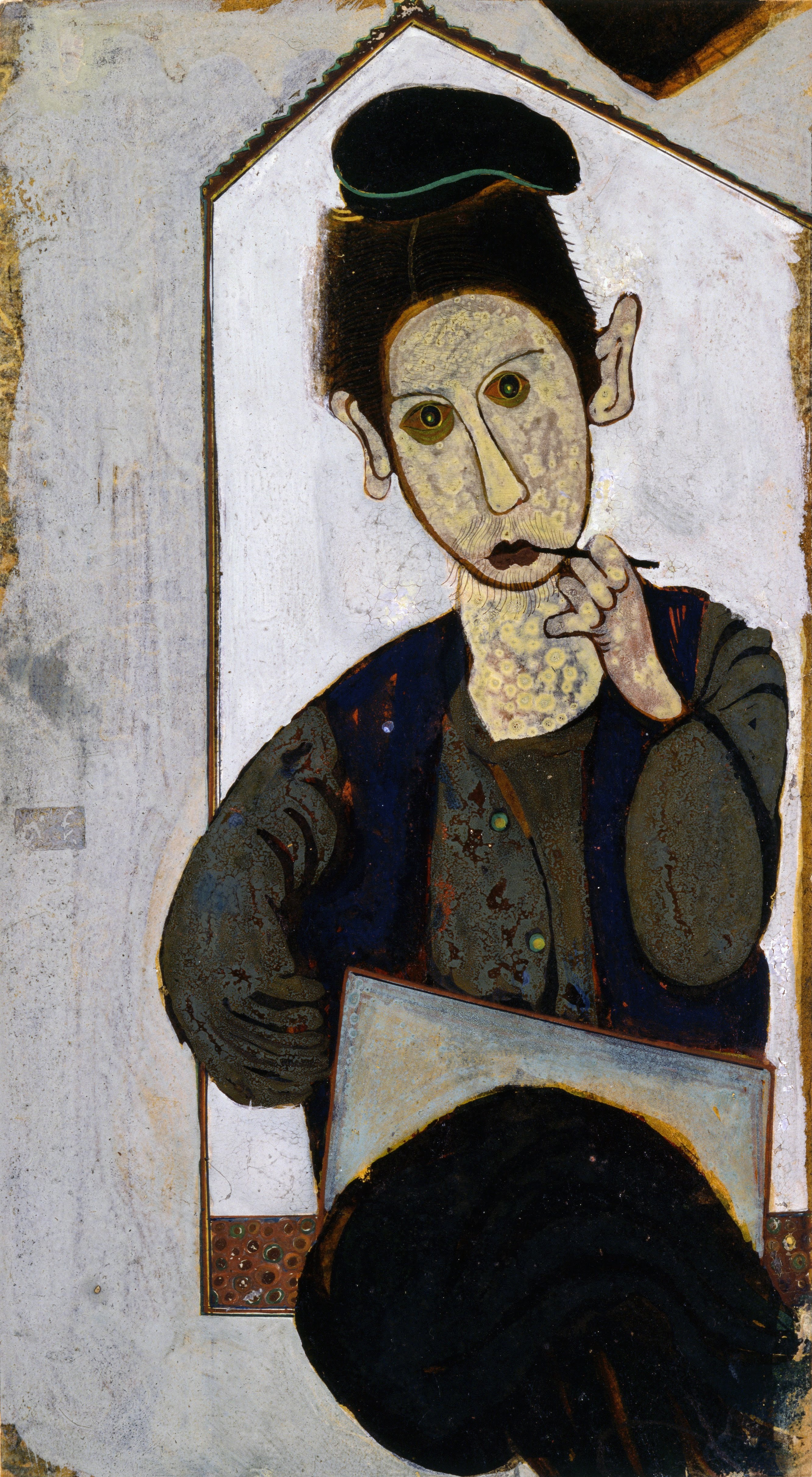
《自顔像》（1934年）愛知県美術館蔵
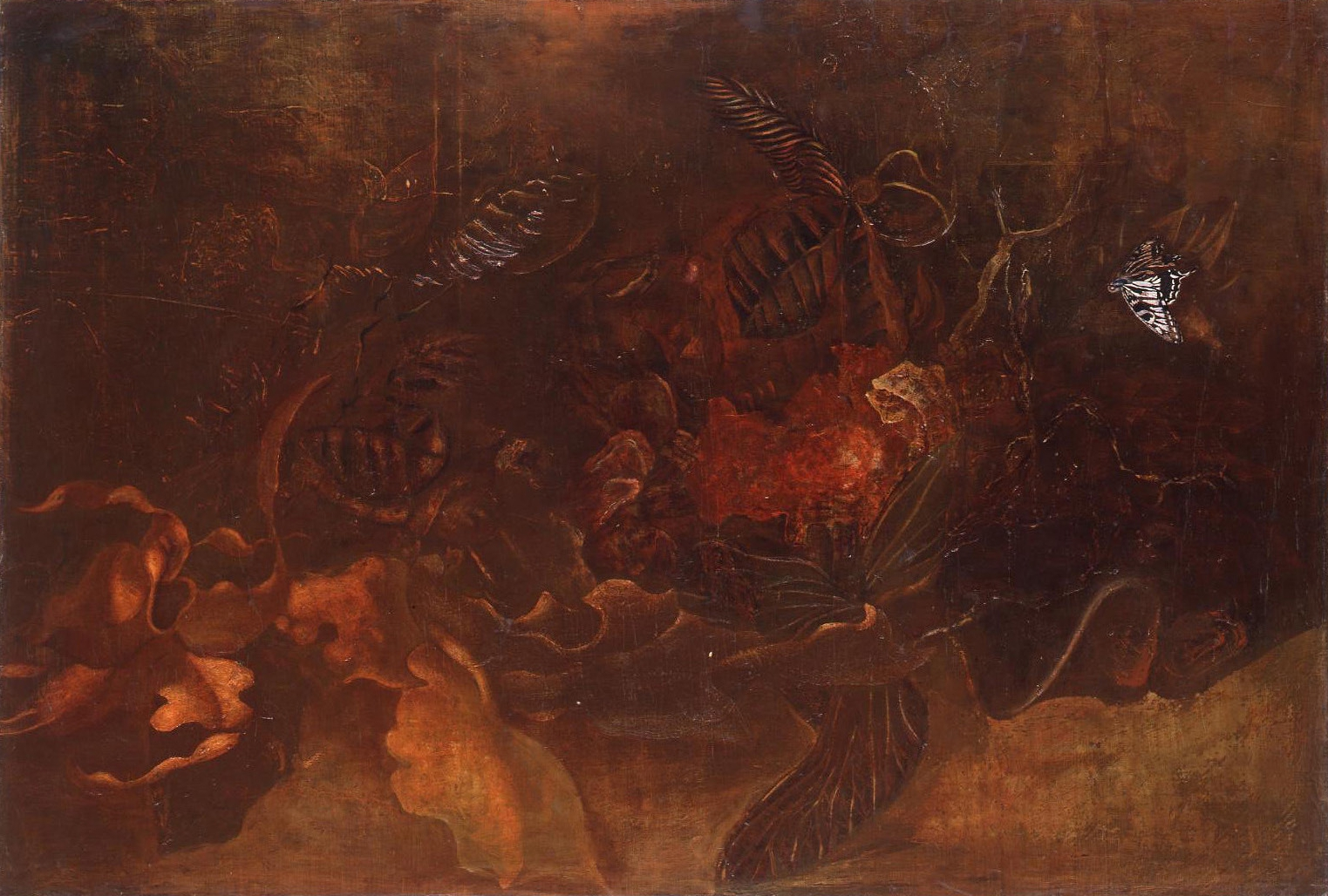
《花園》（1936年）岐阜県美術館蔵
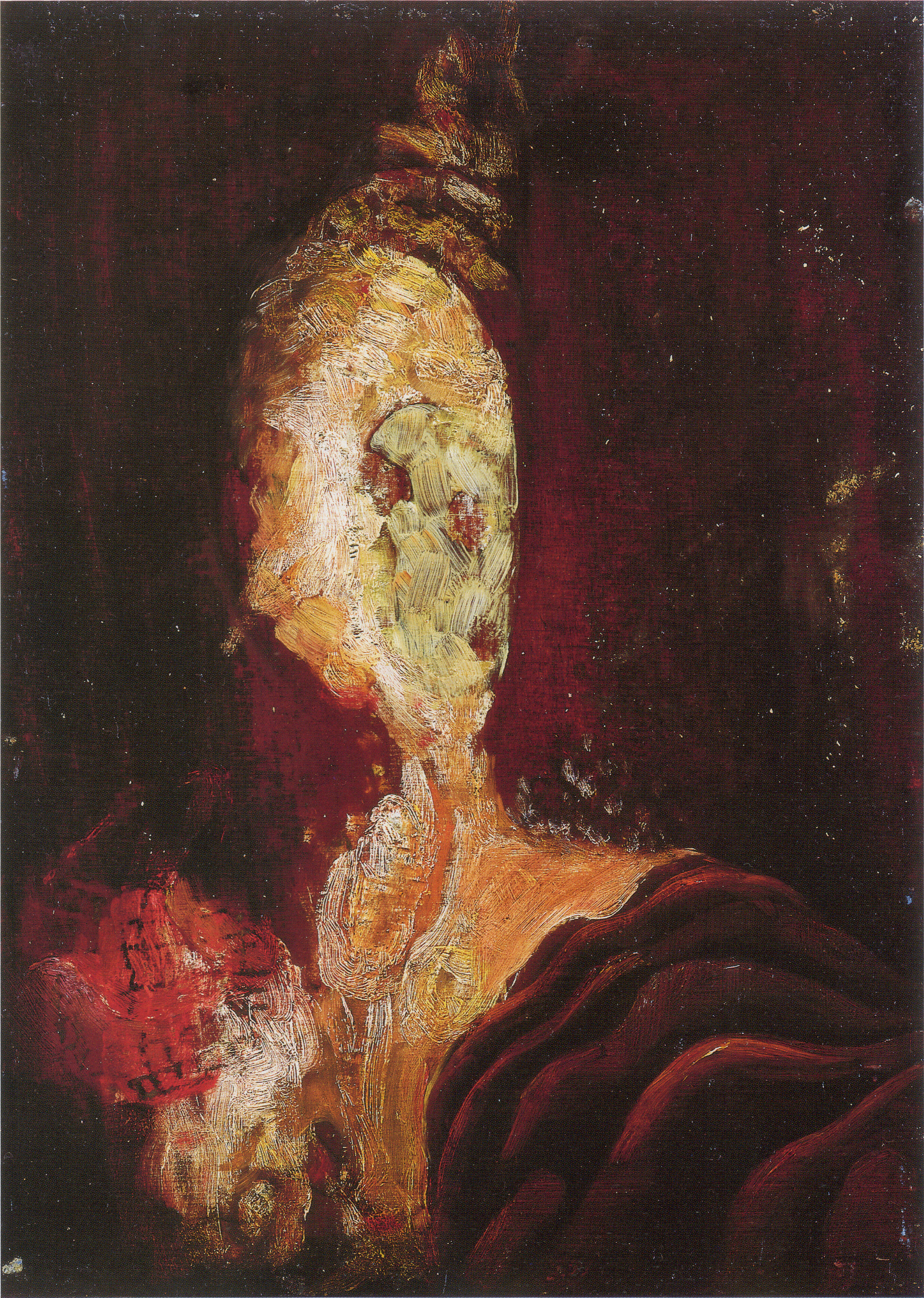
《貴婦人》（1938年）
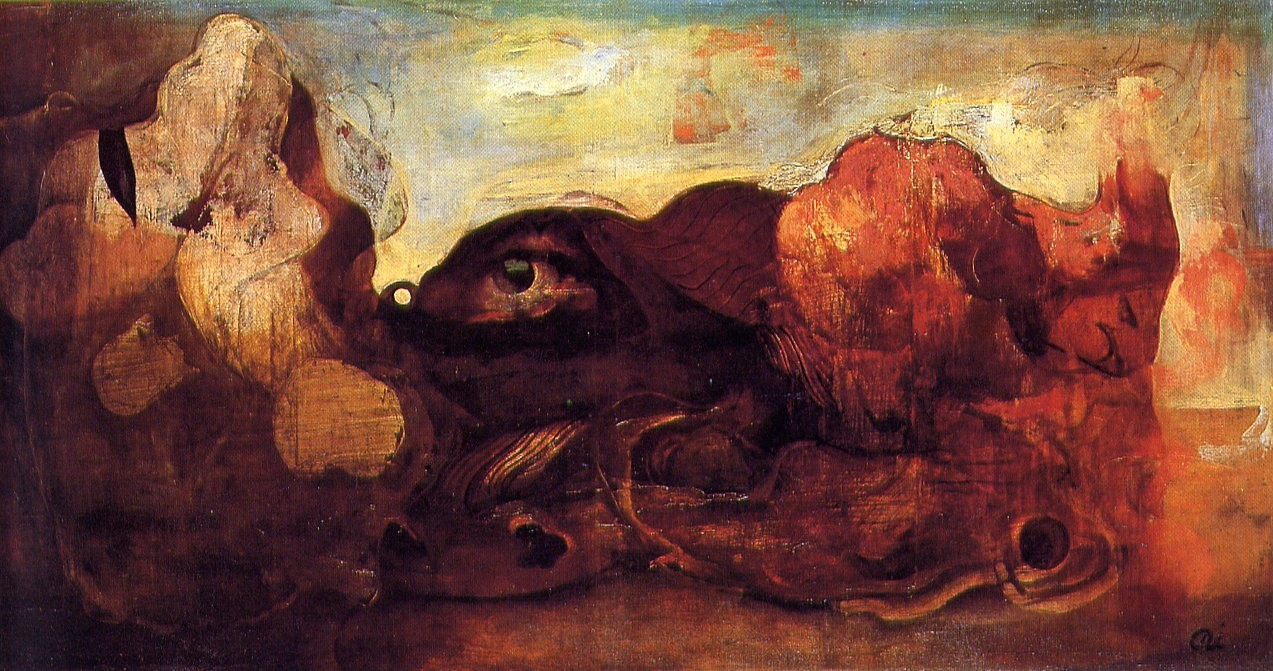
《眼のある風景》（1938年）東京国立近代美術館蔵
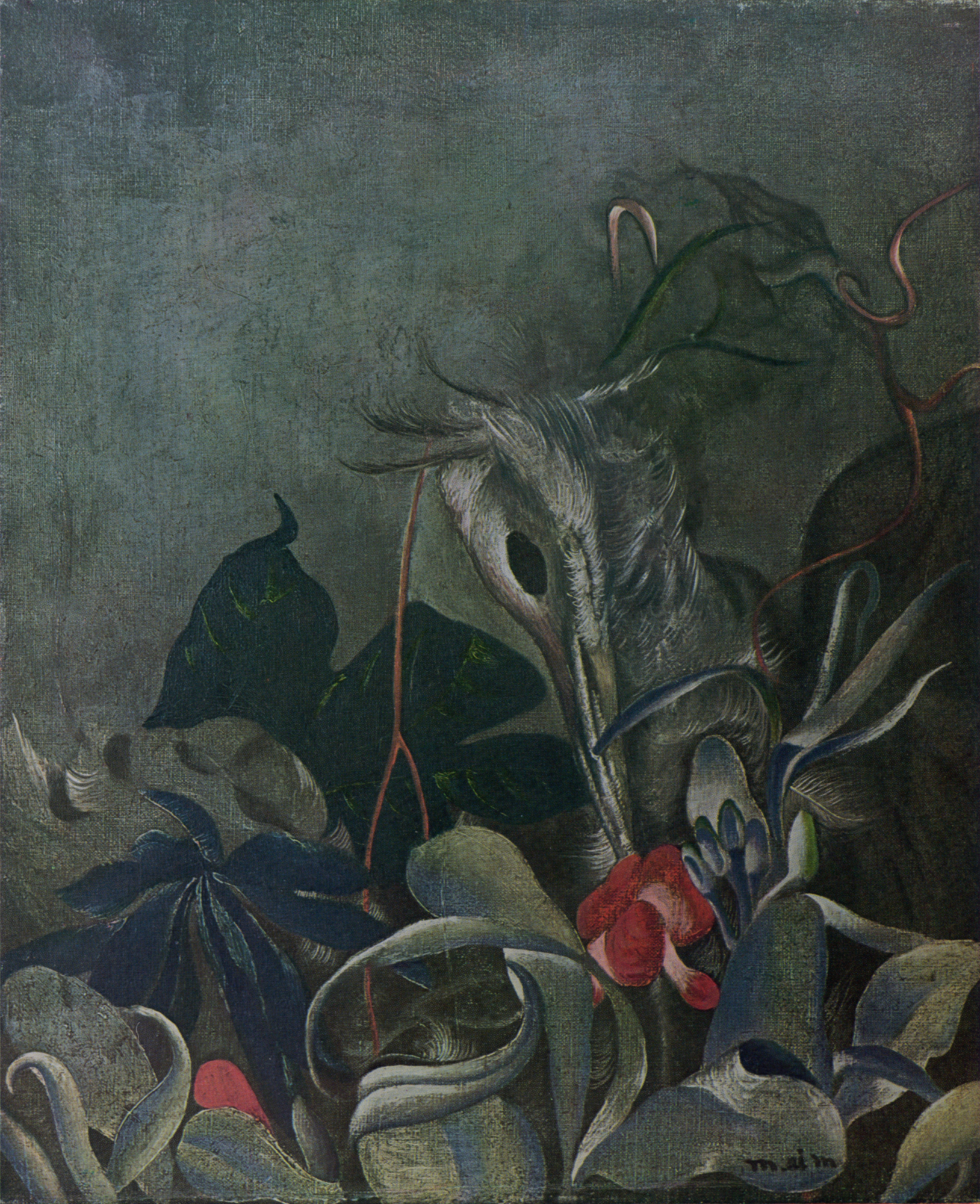
《鳥》（1940年）宮城県美術館蔵
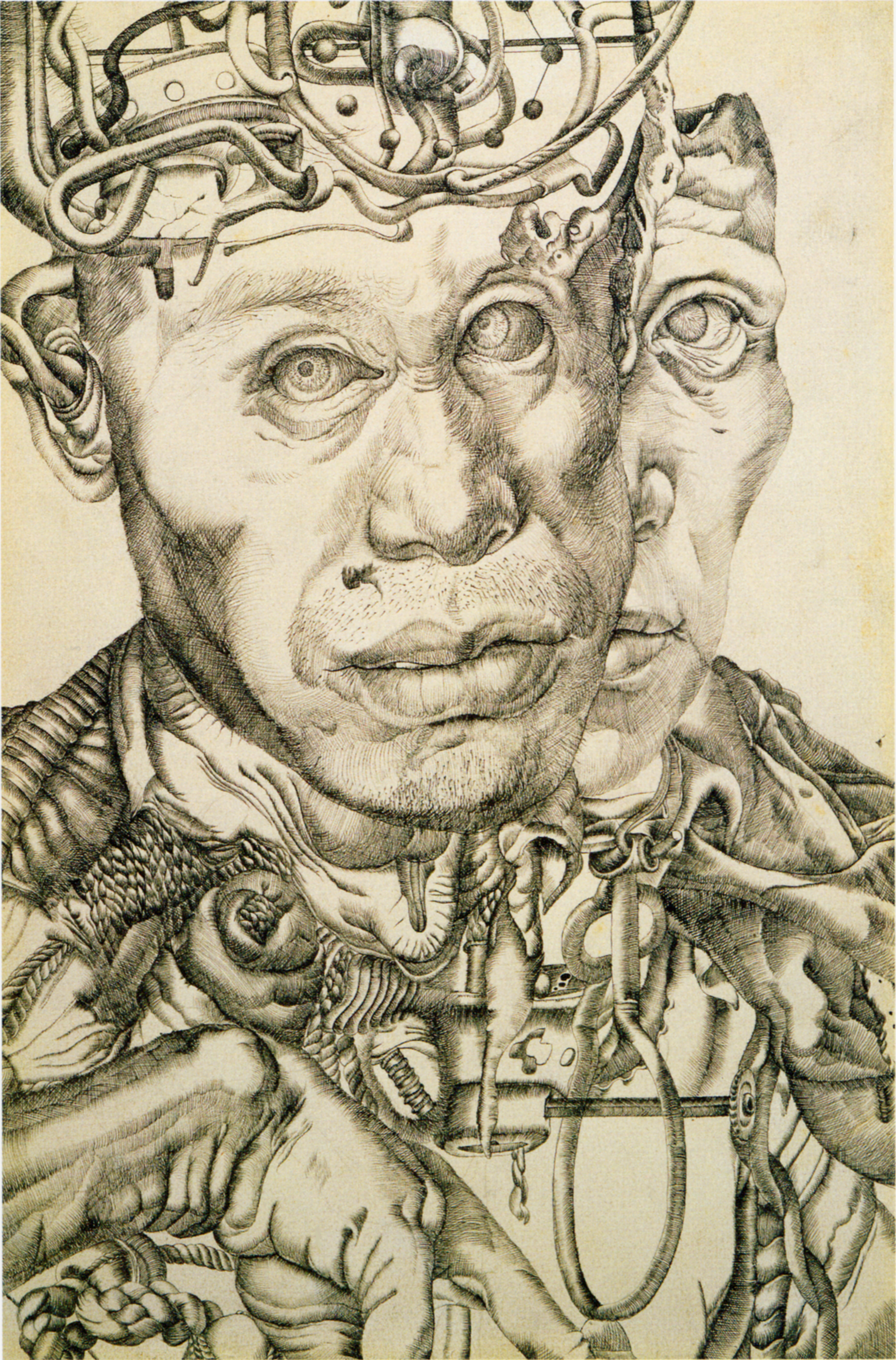
《二重像》（1941年）広島県立美術館蔵
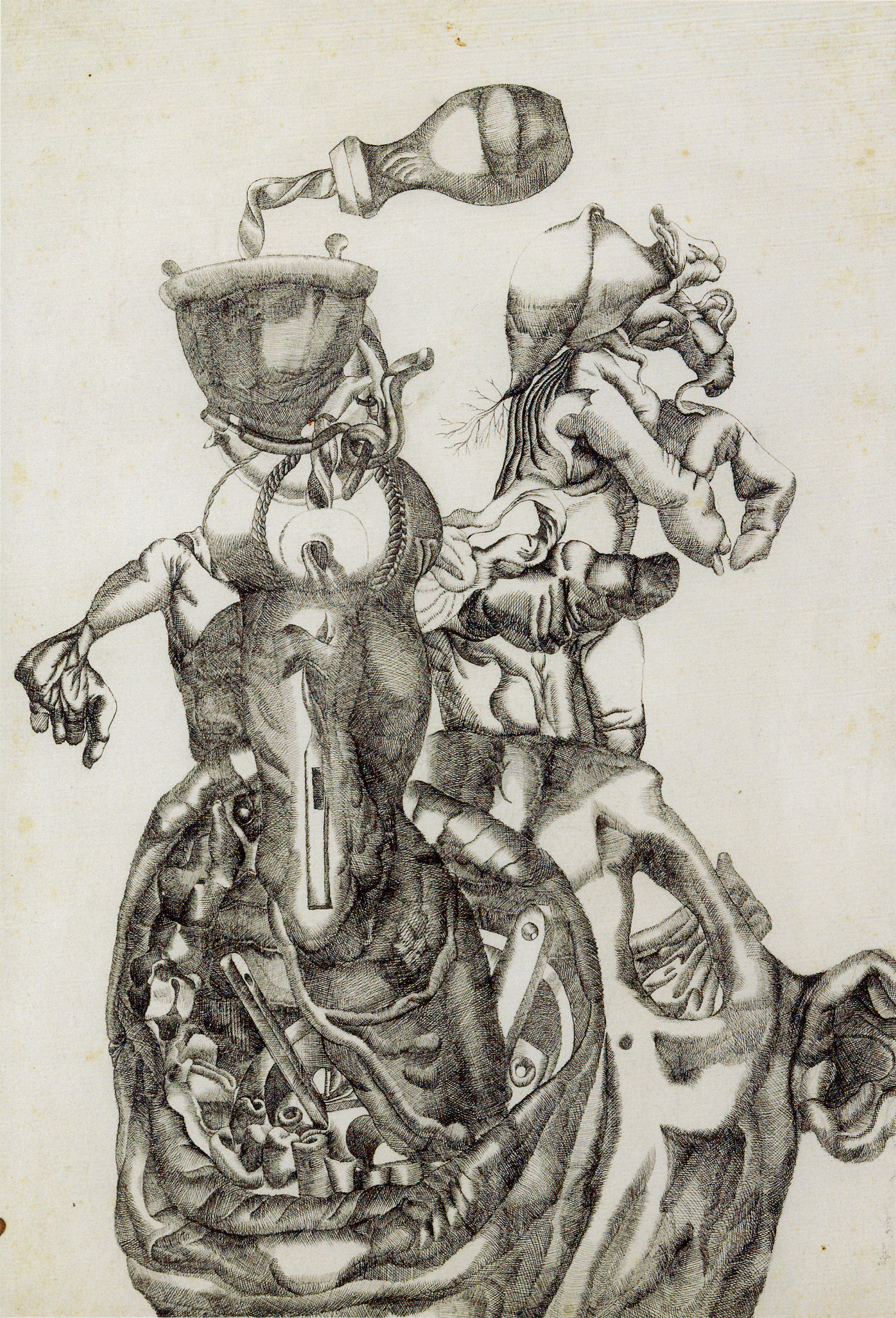
《作品》（1941年）東京国立近代美術館蔵
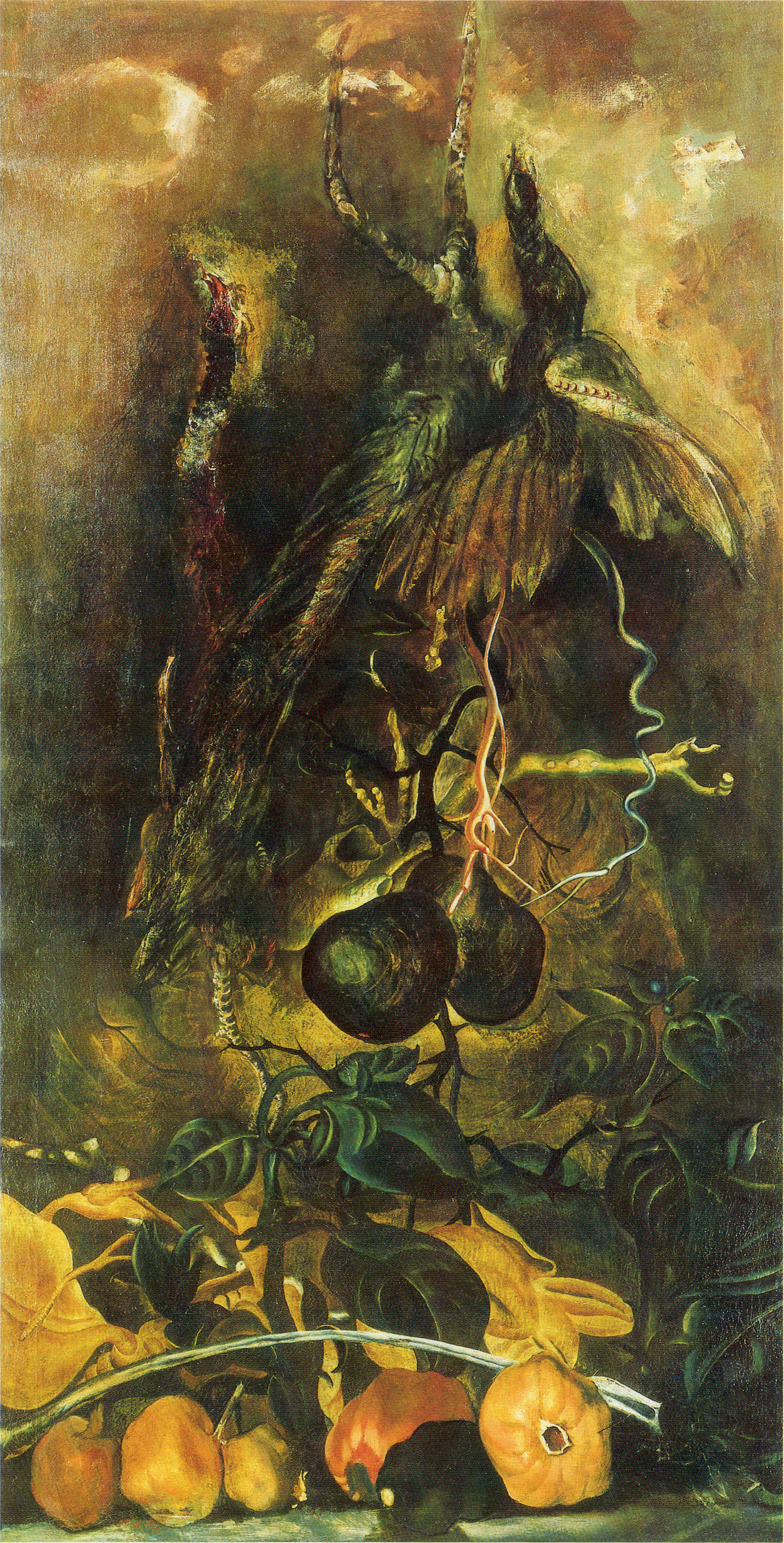
《静物（雉）》（1941年）東京都現代美術館蔵
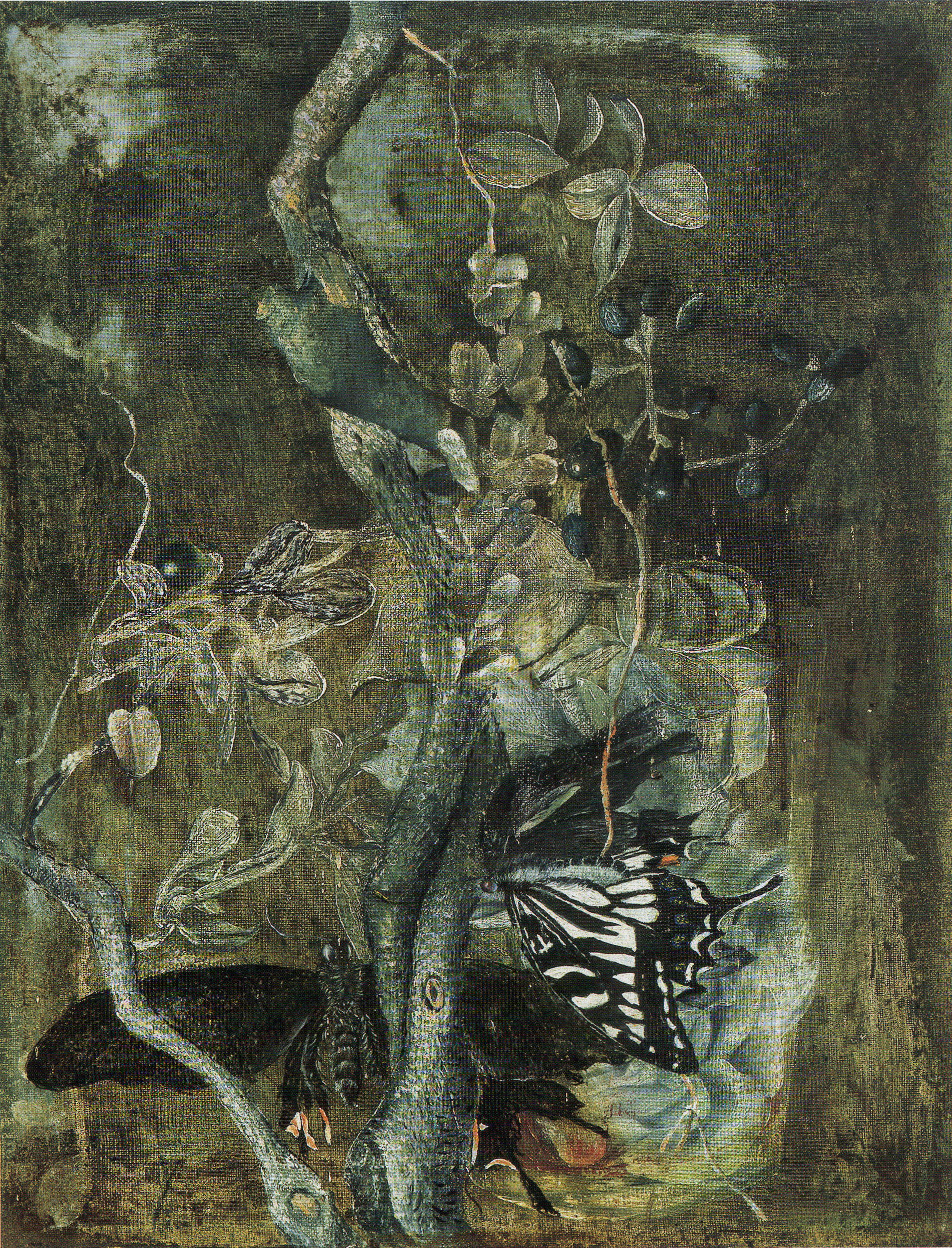
《蝶》（1941年）広島市現代美術館蔵
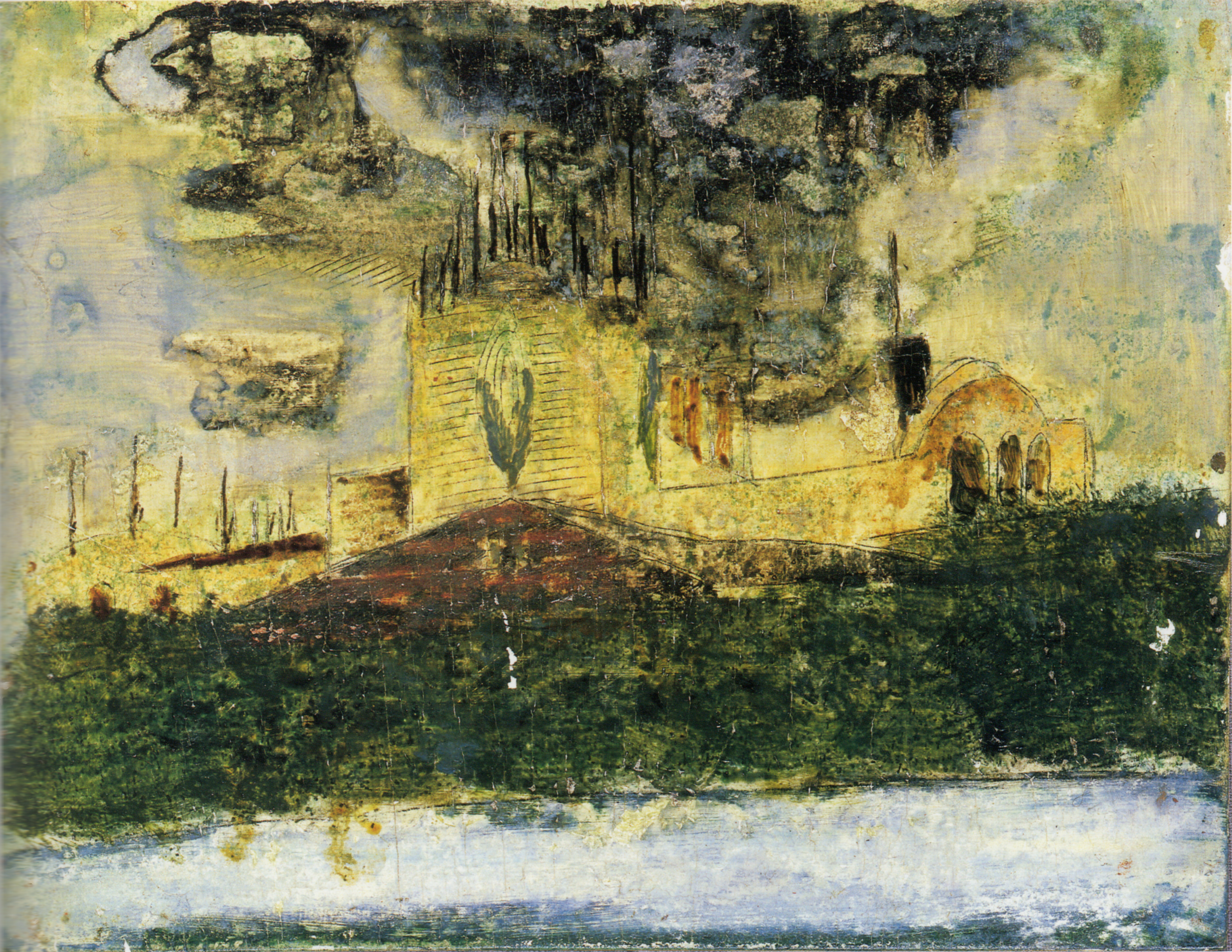
《警察病院風景》（1941年）神奈川県立近代美術館蔵
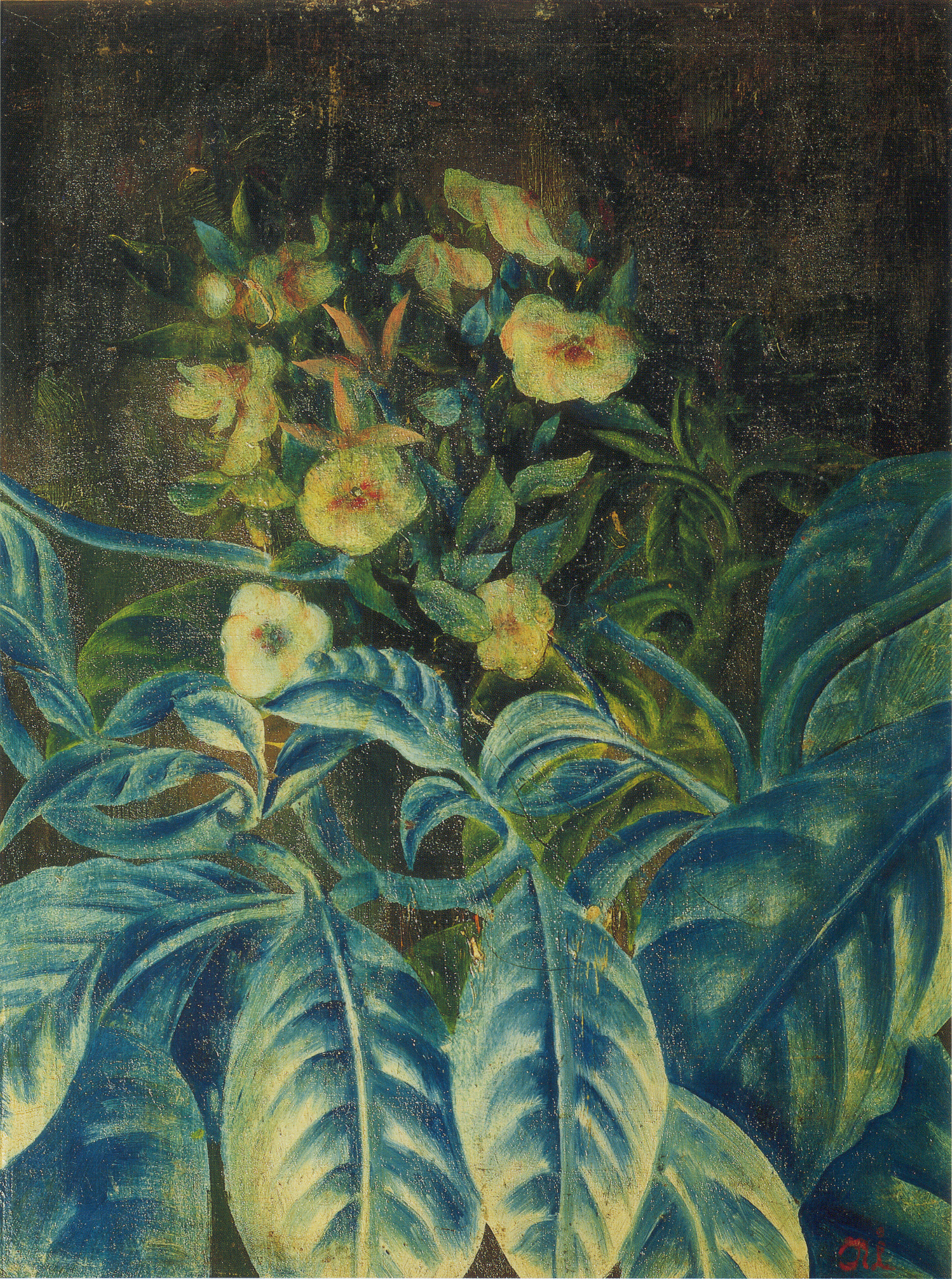
《花（やまあららぎ）》（1942年）東京国立近代美術館蔵
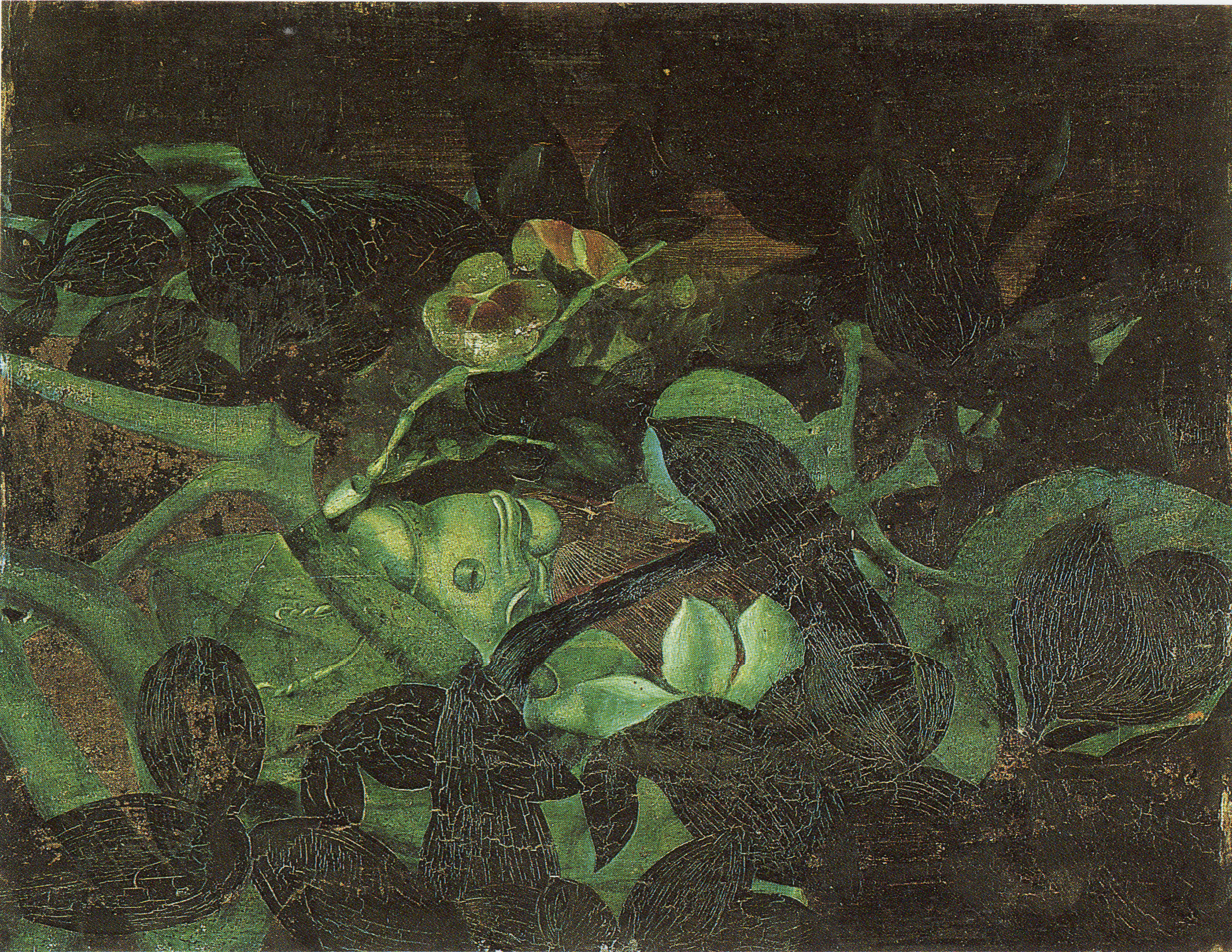
《花園の虫》（1942年頃）広島県立美術館蔵
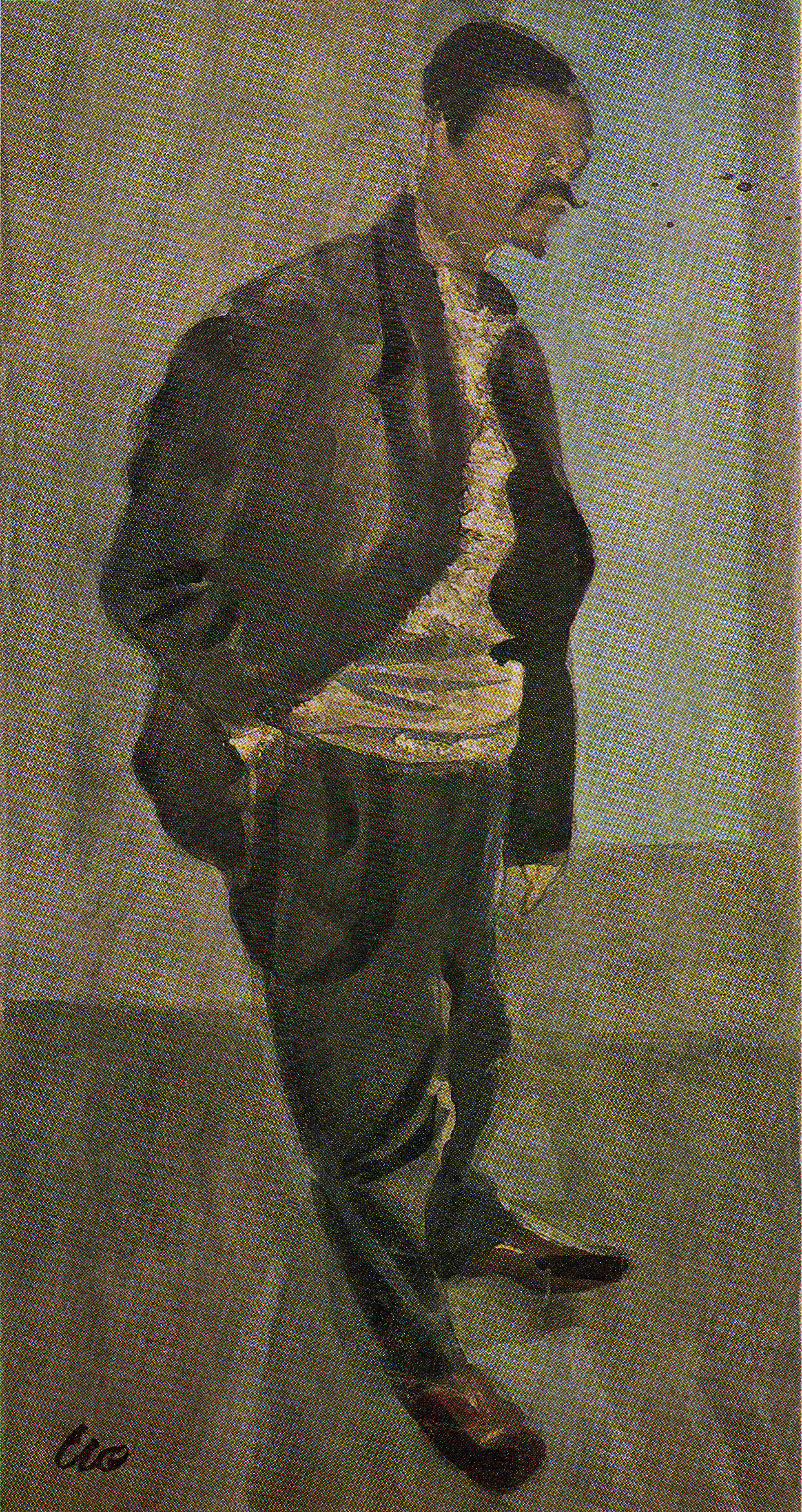
《船長の肖像》（1943年）
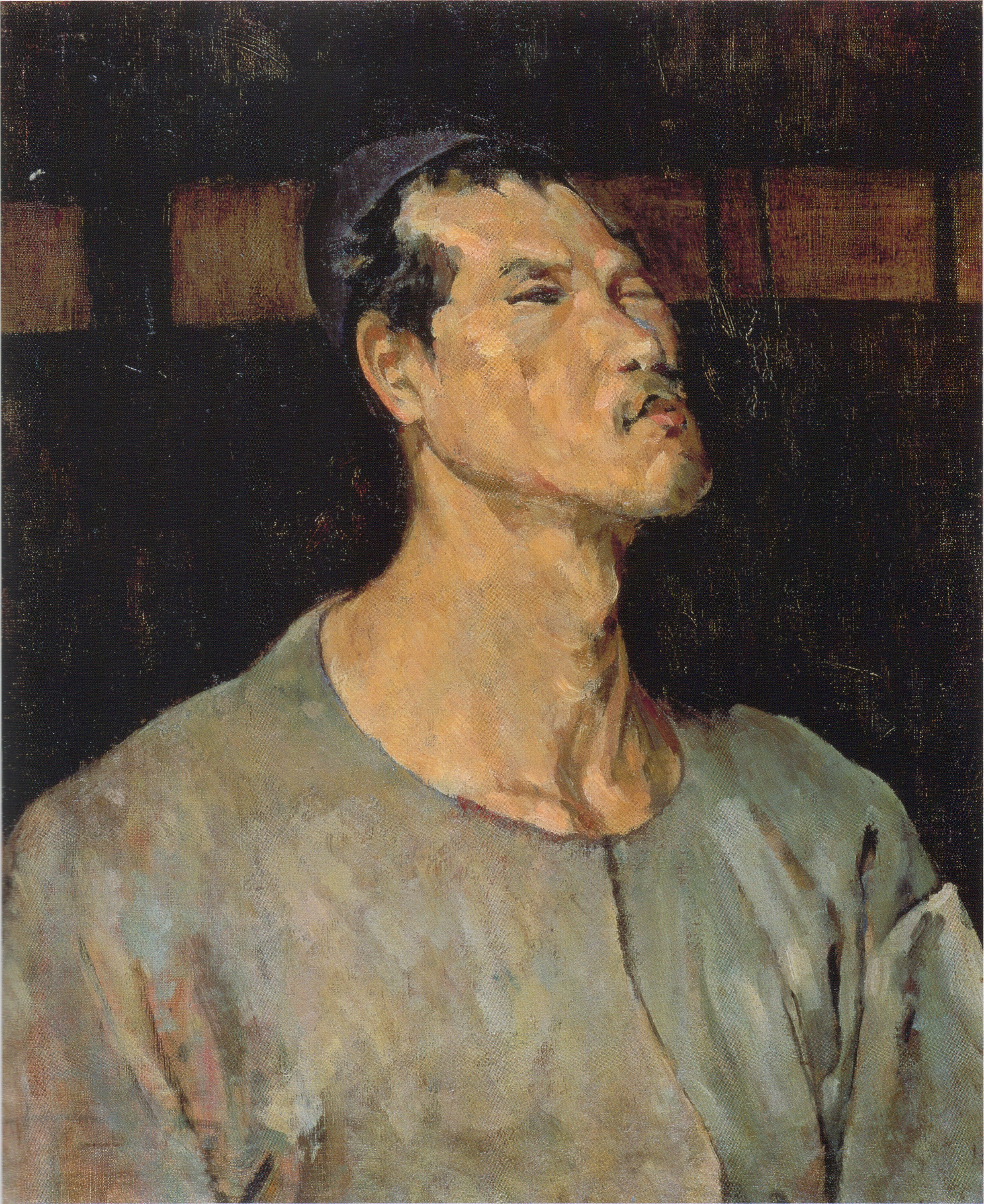
《 帽子をかむる自画像》（1943年）広島県立美術館蔵
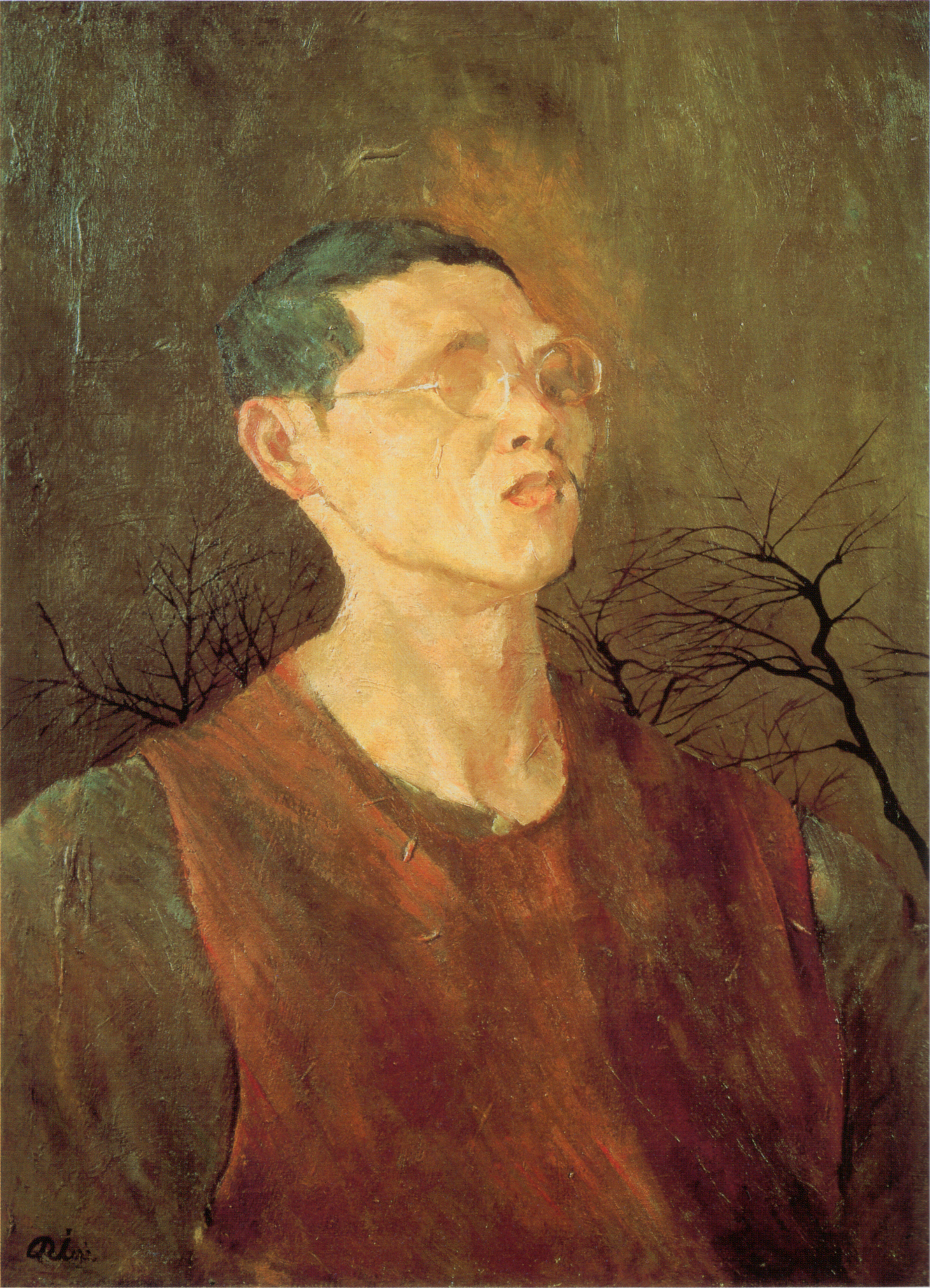
《梢のある自画像》（1943年）東京芸術大学大学美術館蔵
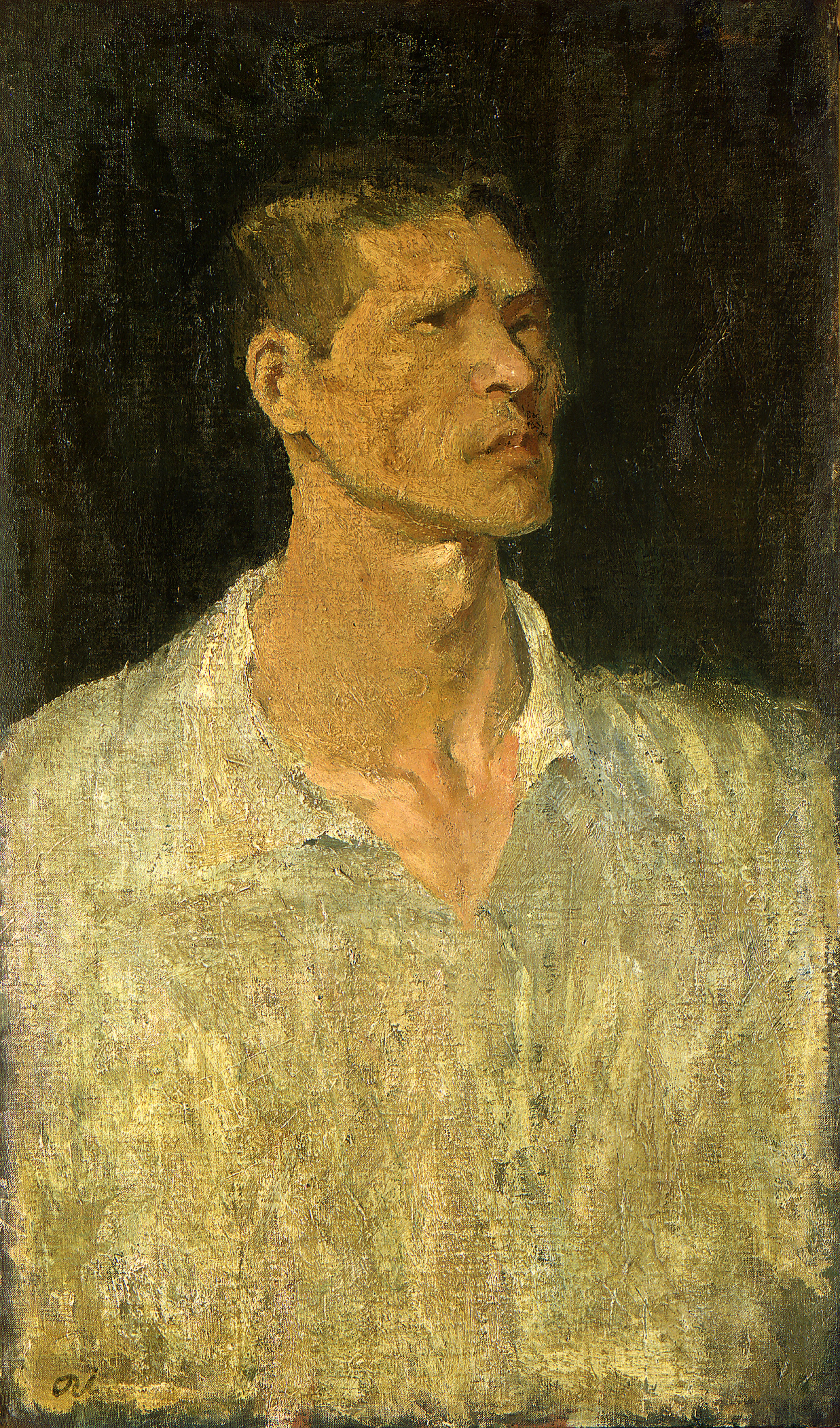
《自画像》 (白衣の自画像)（1944年）東京国立近代美術館蔵